# Ján Škripko
Ján Škripko (5. prosince 1930 – 9. června 2015) byl slovenský fotbalista. Po skončení aktivní kariéry působil jako trenér.

## Fotbalová kariéra
V československé lize hrál za Slávii Bratislava VŠ. Nastoupil ve 3 ligových utkáních. Ve druhé nejvyšší soutěži hrál za Duklu Banská Bystrica.

## Ligová bilance
| Ročník                               | Zápasy | Góly | Klub                 |
| ------------------------------------ | ------ | ---- | -------------------- |
| Přebor československé republiky 1953 | 3      | 0    | Slávia Bratislava VŠ |
| CELKEM                               | 3      | 0    |                      |

## Trenérská kariéra
Trénoval Duklu Banská Bystrica. V Bolívii vedl Club Bolívar. S Václavem Ježkem vedl československou reprezentaci do 20 let na mistrovství světa 1989.